# V – Die außerirdischen Besucher kommen
V – Die außerirdischen Besucher kommen ist eine US-amerikanische Fernsehserie aus den 1980er-Jahren. Eine Neuauflage erschien 2009 bis 2011 mit V – Die Besucher.

## Inhalt

Hoheitszeichen der Besucher

Eine Flotte riesiger Raumschiffe erscheint über den Hauptstädten der Erde. Die „Besucher“, wie sich die Außerirdischen vom vierten Planet des Sirius nennen, erklären, ihre Mission sei friedlicher Natur und zum gegenseitigen Nutzen. Tatsächlich sind die „Besucher“ jedoch militante reptiloide Geschöpfe in menschlicher Hülle und wollen sich schrittweise der Erde bemächtigen. Die Bewohner der Erde sollen ihnen als Nahrung und zum Teil als umgepolte Hilfstruppen gegen eine verfeindete außerirdische Rasse dienen. Hauptgrund der Invasion jedoch, sind die riesigen Wasservorkommen der Erde, die den „Besuchern“ nicht nur als dringend benötigtes Lebensmittel in ihrer Heimat fehlt, sondern ihnen auch dazu dient, Energiegeneratoren und Laserwaffen zu betreiben. Ein paar wenige Menschen durchschauen, dass es sich statt eines Besuches um eine schleichende Invasion handelt. Sie schließen sich zur sogenannten Résistance zusammen und leisten bewaffneten Widerstand. Wobei es auch viele Kollaborateure gibt, die den „Besuchern“ dienen und Mitmenschen als Aufständische denunzieren, verfolgen und erschießen. Im Verlauf der Serie wird immer wieder Bezug auf die Verfolgung der Juden im Dritten Reich genommen.

## Hintergrund
Die UFOs der „Besucher“ sind keine Modelle oder Computereffekte, sondern sie wurden mittels Matte Painting durch den Oscarpreisträger Matthew Yuricich erstellt.
Der Buchstabe „V“ im Titel steht für den englischen Begriff victory (deutsch: „Sieg“) und geht auf folgende Filmszene zurück: Einige Jugendliche beschmieren von den Außerirdischen aufgehängte Propagandaplakate mit roter Sprühfarbe, wobei der nach Amerika emigrierte alte Herr Bernstein vorbeikommt. Dieser hat bereits die Judenverfolgung im Dritten Reich überlebt, und man erfährt auch, dass seine Frau im Vernichtungslager ermordet worden ist. Er nimmt den Jugendlichen mit den Worten: „Wenn Ihr es tut, dann tut es richtig!“ die Spraydose ab und übersprüht ein weiteres Plakat mit dem deshalb auch im Filmtitel roten, mit verlaufender Farbe dargestellten „V“. Er formt mit den Fingern das historische Victory-Zeichen und erklärt es den Jugendlichen: „V für Victory“. Das „V“ wird nachfolgend zum Symbol des menschlichen Widerstands gegen die Außerirdischen.
Vor allem die erste Mini-Serie ist eine Allegorie über den Aufstieg der Nationalsozialisten in Deutschland. Zunächst war V als sehr realitätsnaher Film ohne Science-Fiction-Elemente über den Aufstieg einer faschistischen Organisation in den USA und den Widerstand gegen sie geplant. Der Serienschöpfer Kenneth Johnson wollte diese Produktion nah an die Handlung des Romans Das ist bei uns nicht möglich anlehnen. NBC wünschte sich aber, angestachelt durch den Erfolg von Science-Fiction-Filmen wie Krieg der Sterne, Unheimliche Begegnung der dritten Art und E. T. – Der Außerirdische, ein Science-Fiction-Element. Ebenso bestand beim Produzenten Jeff Sagansky die Sorge, dass das Publikum den Aufstieg faschistischer Kräfte in den USA für unrealistisch halten würde.
Auf Grund der eindeutigen historischen Bezüge wurde die deutsche Synchronisation inhaltlich geändert: Das politische Oberhaupt der Außerirdischen wird von diesen im amerikanischen Original als The Big Leader (engl. für „Der Große Führer“) bezeichnet. In der deutschen Synchronisation wurde hieraus „Der Große Denker“. Zudem ähnelt das Hoheitszeichen der „Besucher“ einem Hakenkreuz, dem Parteiabzeichen der NSDAP.

## Veröffentlichung und Fortsetzung
Die Serie begann am 1. Mai 1983 mit der zweiteiligen Miniserie V bzw. V: The Original Miniseries. Ab 6. Mai 1984 folgten drei Folgen von V: The Final Battle, die ohne Mitwirkung des Serienschöpfers Kenneth Johnson entstand. Anschließend folgte noch die 19-teilige Serie V – Die außerirdischen Besucher kommen zurück beziehungsweise V: The Series (26. Oktober 1984 bis 1985). Während die ersten beiden Staffeln Folgen in Spielfilmlänge hatten, bestand die dritte Staffel aus einstündigen Folgen. Die ersten beiden Staffeln wurden auf Super 16 gedreht und auf DVD in 16:9 veröffentlicht. Staffel 3 wurde auf gewöhnlichem 16 mm in 4:3 gedreht und auch auf DVD in 4:3 veröffentlicht.
| Staffel | Nr. | Deutscher Titel                                     | Englischer Titel             | Bezeichnung auf VHS  |
| ------- | --- | --------------------------------------------------- | ---------------------------- | -------------------- |
| 1       | 1   | V – Die außerirdischen Besucher kommen (1) (Teil 1) | V (Part 1)                   |                      |
| 1       | 2   | V – Die außerirdischen Besucher kommen (1) (Teil 2) | V (Part 2)                   |                      |
| 2       | 1   | V – Die außerirdischen Besucher kommen (2) (Teil 1) | V: The Final Battle (Part 1) |                      |
| 2       | 2   | V – Die außerirdischen Besucher kommen (2) (Teil 2) | V: The Final Battle (Part 2) |                      |
| 2       | 3   | V – Die außerirdischen Besucher kommen (2) (Teil 3) | V: The Final Battle (Part 3) |                      |
| 3       | 01  | Tag der Befreiung                                   | Liberation Day               | Tag der Befreiung    |
| 3       | 02  | Rettet Los Angeles                                  | Dreadnaught                  | Das Großkampfschiff  |
| 3       | 03  | Tauschgeschäfte                                     | Breakout                     | Der Ausbruch         |
| 3       | 04  | Fluchtpunkt: China Flats                            | The Deception                | Die Täuschung        |
| 3       | 05  | Vater und Sohn                                      | The Sanction                 | Die Herausforderung  |
| 3       | 06  | Die Konferenz von Playa del Mar                     | Visitor’s Choice             | Dianas Entscheidung  |
| 3       | 07  | Freiheit für Rawlinsville                           | The Overlord                 | Die Todesquelle      |
| 3       | 08  | Jakob, der Blinde                                   | The Dissident                | Das Kraftfeld        |
| 3       | 09  | Elizabeth × 2                                       | Reflections in Terror        | Spiegel der Angst    |
| 3       | 10  | Der Großmanipulator                                 | The Conversion               | Töte Donovan         |
| 3       | 11  | Der Held des Tages                                  | The Hero                     | Der Held             |
| 3       | 12  | Verräter und Betrüger                               | The Betrayal                 | Der Betrug           |
| 3       | 13  | Gift für die Braut                                  | The Rescue                   | Die Rettung          |
| 3       | 14  | Auf Leben und Tod                                   | The Champion                 | Der Champion         |
| 3       | 15  | Die Wildcats-Gang                                   | The Wildcats                 | Die Gang             |
| 3       | 16  | Mann gegen Mann                                     | The littlest Dragon          | Das Duell            |
| 3       | 17  | Das Computer-As                                     | War of Illusions             | Krieg der Illusionen |
| 3       | 18  | Die Liste                                           | The Secret Underground       | Geheimer Widerstand  |
| 3       | 19  | Endlich Frieden?                                    | The Return                   | Die Rückkehr         |

In Deutschland wurde die Serie zunächst am 26. Juni 1986 von Warner Home Video auf VHS veröffentlicht und dann ab dem 3. Oktober 1988 von Sat.1 ausgestrahlt. Die Fortsetzung als Serie hieß in Deutschland auf Video 1987 V – Die außerirdischen Besucher kommen zurück. Die Miniserien wie auch die Serie sind in vielen Ländern auf DVD erschienen.
Bei der TV-Premiere in Deutschland waren einige Szenen aus Jugendschutzgründen gekürzt und die ursprünglich als Fernsehfilm konzipierten Miniserien wurden auf 4 („The Original Miniseries“) plus 6 („The Final Battle“) plus 19 („The Series“, diese in gleicher Fassung wie in den USA) Einzelfolgen mit ungefähr 41 Minuten Spielzeit geschnitten. In dieser Form wird V bis heute im deutschen Fernsehen und auch im europäischen Ausland wiederholt.
2002 wurde von Warner Brothers Home Video eine deutsche DVD-Box mit dem Titel V – Die außerirdischen Besucher kommen – Die komplette Staffel veröffentlicht. Darin sind auf drei DVDs der Zweiteiler V: The Original Miniseries (dt. V – Die außerirdischen Besucher kommen 1 alias Staffel 1) von 1983 und der Dreiteiler V: The Final Battle (dt. V – Die außerirdischen Besucher kommen 2 alias Staffel 2) von 1984 enthalten, aber nicht die eigentliche Serie V – Die außerirdischen Besucher kommen zurück von 1984/85 (alias Staffel 3).
2008 schließlich wurde die gesamte Serie veröffentlicht. Einmal in der DVD-Box V – Die komplette Serie (weiße Box mit deutscher Aufschrift, nur die 19 Folgen der eigentlichen Serie V – Die außerirdischen Besucher kommen zurück von 1984/85 alias Staffel 3, die auf die Mehrteiler V: The Original Miniseries und V: The Final Battle folgten), als auch in der DVD-Box V – Superbox: The Complete Collection (schwarze Box mit Bild eines der Reptilienmenschen), welche sowohl die ursprünglichen Mehrteiler als auch die Serie enthält.
Schon seit 1999 wird über eine weitere Fortsetzung spekuliert. Das Buch dazu wurde 2008 in den USA und England mit dem Titel: V: The Second Generation bereits veröffentlicht und schließt an die 1. Staffel der Miniserie an. Somit wird nicht nur V – Die außerirdischen Besucher kommen zurück inhaltlich total ignoriert, sondern auch V: The Final Battle, wodurch Kenneth Johnson der zweiten Hälfte des ersten Buches von Ann C. Crispin in vielen Punkten widerspricht. So tauchen zum Beispiel Figuren in der Handlung auf, die im ersten Roman bereits verstorben sind.
Ein Remake der Serie für den US-Sender ABC wurde ab dem 3. November 2009 gezeigt. Die Serie mit dem deutschen Titel V – Die Besucher (Originaltitel: V) war ab dem 18. Juli 2011 in deutschsprachiger Erstausstrahlung auf ProSieben zu sehen. Insgesamt kam V – Die Besucher auf zwei Staffeln und 22 Folgen.

## Rezeption
„Fernsehserie, die die Errichtung eines totalitären Regimes weitgehend überzeugend entwickelt, sich aber bald den Gesetzen konventioneller Spannungsunterhaltung unterordnet. Tricktechnisch auf hohem Niveau, in der Entwicklung der Personen eindimensional; trotz Längen überwiegend spannende, mitunter jedoch übermäßig brutale Unterhaltung.“

„Eine tricktechnisch auf hohem Niveau stehende Science-Fiction-Paraphrase über die Bedrohung der Demokratie und der ethischen Werte durch totalitäre Systeme. Spannungsunterhaltung, die dramaturgisch vergleichsweise bescheiden ausfiel, eindimensional in der Figurenzeichnung, teilweise mit Längen.“

V wurde bei den folgenden Auszeichnungen berücksichtigt:
- 1983 – Emmy – Nominierung in der Kategorie Outstanding Achievement in Makeup
- 1983 – Emmy – Nominierung in der Kategorie Outstanding Achievement in Music Composition for a Limited Series or a Special (Dramatic Underscore)
- 1984 – WGA Award – Nominierung in der Kategorie Original/Adapted Multi-Part Long Form Series
- 1984 – Emmy – Nominierung in der Kategorie Outstanding Achievement in Makeup
- 1984 – Emmy – Nominierung in der Kategorie Outstanding Film Sound Editing for a Limited Series or a Special
- 1984 – Emmy – Nominierung in der Kategorie Outstanding Individual Achievement – Special Visual Effects
- 1985 – Emmy – Nominierung in der Kategorie Outstanding Achievement in Makeup
- 1985 – Young Artist Award – Nominierung in der Kategorie Guest in a Television Series für Eric Johnston
- 1988 – RTS Television Award – Auszeichnung in der Kategorie Most Original Programme
- 1995 – Saturn Award – Nominierung in der Kategorie Best Genre Video Release
- 1996 – Saturn Award – Auszeichnung in der Kategorie Best Genre Video Release